# Лікар Ріхтер
«Лікар Ріхтер» — російський телесеріал 2017 року, офіційна адаптація американського серіалу «Доктор Хаус» / House, M.D.
Прем'єра першого сезону відбулася 13 листопада 2017. Сезон складався із 24 серій.
Прем'єра другого сезону відбулася 19 листопада 2018. Сезон складався із 16 серій.
Прем'єра третього сезону відбулася 11 листопада 2019. Сезон складався із 16 серій.

## Сюжет
Більшість епізодів серіалу починаються поза стінами міської лікарні № 100, де працює лікар-діагност Андрій Олександрович Ріхтер. На початку показуються події, які передують появі симптомів у пацієнта. Протягом епізоду команда лікарів намагається визначити хворобу, що викликає ці симптоми. Використовується метод диференціальної діагностики, при цьому Ріхтер керує обговоренням діагнозу. Його цікавлять тільки найскладніші й заплутані випадки — медичні головоломки. Рутинна робота в лікарняній поліклініці навіває на нього нудьгу і дратує. Ріхтер уникає розмов з пацієнтами, оскільки твердо впевнений, що вони брешуть.
У минулому Ріхтер переніс складну травму на стегні (інфаркт чотириголового м'яза), тепер він ходить, спираючись на ціпок, і п'є сильні знеболюючі. Ріхтер самовпевнений, зарозумілий, різкий і цинічний, не обтяжує себе дотриманням правил гарного тону й часом здається, що співчуття йому чуже. Будувати особисті і професійні відносини він не вміє і, здається, не хоче. Люди, що знаходяться поруч з ним, стають об'єктами глузувань і провокацій, за якими буває непросто розглянути щиру турботу.

## В ролях
| Актор              | Роль                                                                       |
| ------------------ | -------------------------------------------------------------------------- |
| Олексій Серебряков | завідувач лікувально-діагностичного відділення Андрій Олександрович Ріхтер |
| Анна Михалкова     | головний лікар Єлизавета Нікольська                                        |
| Павло Чинарьов     | невролог Руслан Єгоршин                                                    |
| Поліна Чернишова   | імунолог Ольга Ходасевич                                                   |
| Дмитро Єндальцев   | хірург Володимир Калінін                                                   |
| Віталій Хаєв       | онколог Іван Родіонов                                                      |
| Марія Миронова     | юрист і колишня цивільна дружина лікаря Ріхтера Станіслава Сажина          |
| Ілля Любимов       | коханець Ірини                                                             |

## Знімальна група
- Режисери: Андрій Прошкін, Ілля Казанков
- Продюсери: Сергій Мелькумов, Катерина Єфанова, Олександр Роднянський
- Оригінальний сюжет: Девід Шор
- Автори сценарію: Олександр Родіонов, Максим Курочкін, Марина Потапова, Іван Угаров, Варвара Шубіна, В'ячеслав Дурненков, Поліна Бородіна за участю Марини Денисевич
- Оператор: Юрій Райський, Антон Костромін
- Композитор: Олексій Айгі
- Художник-постановник: Федір Савельєв, В'ячеслав Чуликов
- Художник по костюмах: Регіна Хомська
- Художник по гриму: Ірина Мельникова
- Режисер монтажу: Наталія Кучеренко

## Створення фільму
Телеканал «Росія-1» (ВГТРК) купив ліцензію на адаптацію серіалу у компанії NBCUniversal. Тому творці «Лікаря Ріхтера», адаптуючи сценарій до російських реалій, не могли занадто відходити від концепції оригіналу.

Реалії роботи російської міської клінічної лікарні № 100, де працює лікар Ріхтер разом з командою, сильно відрізняються від повсякденного життя в лікарнях США. Творці серіалу запевняють, що прагнули до максимальної достовірності у всьому. У серіалі відображені реформи, які проходять в російській медицині, і показані інтриги тих, хто відстоює те чи інше рішення. Оснащення ординаторської, лабораторії та операційних блоків, навіть візки, каталки, ліжка для хворих, специфічні операційні столи — все автентичне. Медичні компанії надали для зйомок дане обладнання. На зйомках були присутні справжні лікарі, які консультували і стежили за діями акторів під час медичних маніпуляцій. Актори перед зйомками освоювали медичні процедури в лікарнях, вчили тексти з безліччю спеціальних термінів. 
Рихтер — циничный, замкнутый и одинокий. С сардоническим чувством юмора, как и Хаус. Но, на мой взгляд, он не лишен сострадания. Для него сострадание выражается через действие, а не через общение или похлопывание по плечу. Мы старались сделать персонажей не пустой калькой, а достоверными для нашей действительности. Герои должны оставаться живыми, чтобы за ними было интересно наблюдать. Поэтому какие-то вещи мы оставляем как в оригинале, но меняем детали и интонацию.— режиссёр Андрей Прошкин